# Lasiocroton macrophyllus
Lasiocroton macrophyllus là một loài thực vật có hoa trong họ Đại kích. Loài này được (Sw.) Griseb. mô tả khoa học đầu tiên năm 1859.